# آقالار بی‌لی (آغجه‌آباد)
آقالار بی‌لی (به لاتین: Ağalarbəyli) یک منطقه مسکونی در جمهوری آذربایجان است که در شهرستان آغجه‌آباد واقع شده است.